# Nyctemera muelleri
Nyctemera muelleri là một loài bướm đêm thuộc phân họ Arctiinae, họ Erebidae.